# Club Deportivo Zamarat
Il Club Deportivo Zamarat è una società femminile di pallacanestro di Zamora, in Castiglia e León. Milita nella Liga Femenina de Baloncesto, massima divisione del campionato di pallacanestro femminile spagnolo.
Una delle più grandi giocatrici della loro storia è Nica Direnzo, figlia d’arte e stella della squadra.